# Klinikum Hochrhein
|  | Dieser Artikel wurde aufgrund wesentlicher Mängel auf der Wartungs- und Qualitätssicherungsseite des Portal:Unternehmen eingetragen. Artikel, die nicht signifikant verbessert werden können, werden gegebenenfalls gelöscht. Bitte hilf mit, die inhaltlichen Mängel dieses Artikels zu beseitigen, und beteilige dich an der Diskussion. |

Die gemeinnützige Klinikum Hochrhein GmbH, ehemals Spital Waldshut GmbH (ab 2005) und Spitäler Hochrhein GmbH mit zwei Häusern (ab 2011), ist seit November 2018 alleiniger Träger des gleichnamigen Krankenhauses in Waldshut.
Der Landkreis Waldshut als Gesellschafter zusammen mit einem Spitalfonds hatte 2004 die damals noch zugehörigen Krankenhäuser in Bad Säckingen und Stühlingen dem Spitälerverbund Hegau-Bodensee-Hochrhein (HBH) übertragen, nach dessen Insolvenz als Hegau-Bodensee-Hochrhein-Kliniken GmbH (HBK) zum 31. Dezember 2010 das Krankenhaus Bad Säckingen jedoch wieder in die eigene Verantwortung übernommen. Der Landkreis stieg als Gesellschafter der HBK wieder aus (heute: Hegau-Bodensee-Klinikum). Die Kliniken in Waldshut und Bad Säckingen fusionierten zur Spitäler Hochrhein GmbH.
Ende 2017 wurde das Spital in Bad Säckingen infolge einer übermäßigen finanziellen Belastung geschlossen – im Landkreis ist aktuell der Bau einer Zentralklinik in Albbruck in Planung und Vorbereitung. Das Krankenhaus Waldshut übernahm bis zur Eröffnung der Zentralklinik die Grund- und Regel – sowie Akutstationäre Versorgung für den am Hochrhein und der Schweizer Grenze gelegenen Landkreis Waldshut.

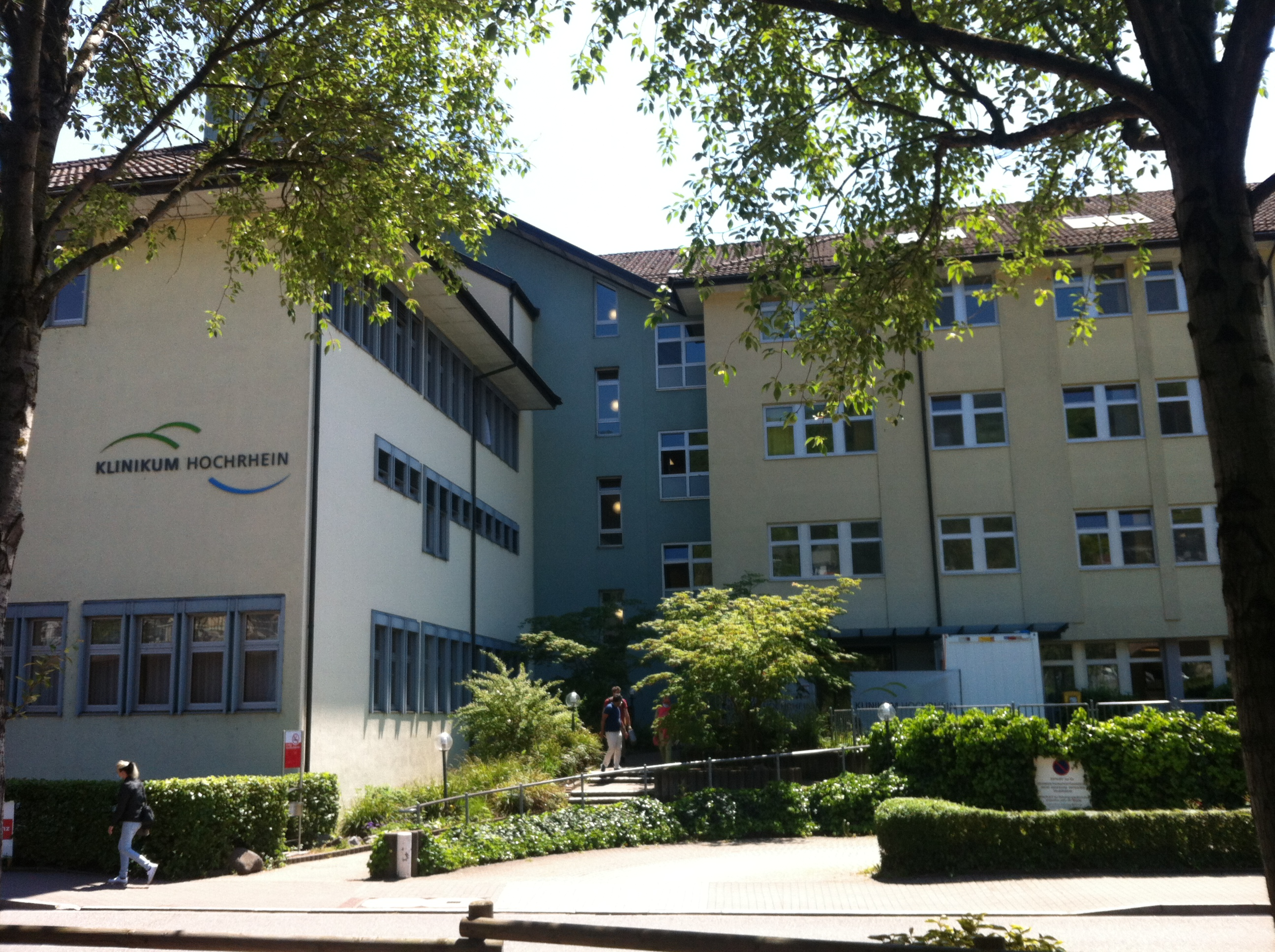
Bereich Haupteingang, 2020

## Geschichte

### Frühgeschichte

#### Gründung des Heilig-Geist-Spital
„Am Montag vor St. Martini des Jahres 1411 kaufte die Stadtgemeinde Waldshut von Frau Catarina von Thayningen den Hof Ze Stunzingen, gelegen ob der Stadt Waldeshueth um 140 Mark Lötigen Silbers Züricher Gewichts zur Errichtung eines Spitals zum Heiligen Geist mit all den Gütern, die da gelegen sind in dem Umkreis von Eschpach, Waldkirch, Schmitzing, und Indligkoffen“. Dieser Satz aus der Gründungsurkunde markiert den Beginn der über 600-jährigen Geschichte des Waldshuter Spitals. Der genannte Hof bildete die wirtschaftliche Grundlage für das Spital; aus den Erträgen des Hofes sollte es erbaut und unterhalten werden. Bei dieser Stiftung handelte es sich um eine rein städtische Wohlfahrtseinrichtung.
Am Rheinufer am Unteren Tor (heute Rheinstraße 55) wurde der Spitalbau errichtet. Ursprünglich handelte es sich um ein mehrstöckiges steinernes Gebäude mit verschiedenen Nebenbauten, gewölbten Kellern und einem Garten. Zentraler Raum war der sogenannte „Armensaal“, in dem die Krankenbetten aufgestellt waren. Außerdem wurde ein vierstöckiger Spitalbau für den Spitalmeister und die Pfründner errichtet. Überwiegend war das Spital eine Armen- und Altenpflegestation. Das Hospital entwickelte sich bald zu einem Pfründehaus für ältere und gebrechliche Menschen und erwarb durch Verpfründungen und Schenkungen Land, Wälder, Güter, weit verzweigte Liegenschaften und beträchtliche Finanzmittel und wurde so zu einer wohlhabenden und reichen Stiftung (Spitalfonds).
Wie in vielen anderen Orten war auch in Waldshut vor der Spitalgründung, bereits 1321 außerhalb der Stadt das Sondersiechenhaus an der Steig, ein Leprosenhaus zur Unterbringung der infektiös Kranken (der „Aussätzigen“) errichtet worden. Wahrscheinlich geht diese Gründung auf die Johanniter zurück. Diese Einrichtung bestand mehrere Jahrhunderte. Ein fortbestehender „Leprosenfonds“ wurde erst 1827 mit dem Spitalfonds vereinigt.
1422 wurde vom Rat der Stadt innerhalb des Spitalanwesens ein Altar im Armensaal sowie eine Kapelle gestiftet. Ab 1436 gab es eine Priesterstelle zur seelsorgerischen Betreuung der Spitalinsassen. 1557 wird ein Bader erwähnt, dem die Badstube am Waldshuter Spital übertragen wurde.
Ursprünglich im gotischen Stil erbaut, wurde die Kapelle bis 1660 mit einer Stiftung des Statthalters Straubhaar umgebaut und erhielt einen Johann Christoph Feinlein zugeschriebenen Marienaltar im hochbarocken Knorpelstil. In der Spitalkapelle fanden bis 1884 Gottesdienste statt. Ab 1890 wurde sie als Lagerhaus benutzt.
Der besondere Status der vier Waldstädte und ihre gemeinsame Verwaltung brachte es mit sich, dass in der frühen Neuzeit entweder die Physici in Ensisheim, darunter von 1540 bis 1573 Georgius Pictorius, oder die Physici von Rheinfelden auch für Waldshut zuständig waren.

#### Das Spital in der Neuzeit
In der frühen Neuzeit praktizierten zudem durchreisende Ärzte vor Ort. Der bekannteste unter ihnen Paracelsus kam auf seinen Wanderschaften wiederholt durch Waldshut. 1595 ließ der Graf von Sulz den von Venedig kommenden Alchimisten und Wunderheiler Leonhard Thurneysser in Tiengen unter dem Vorwand der Eintreibung von Schulden verhaften und setzte ihn auf der Küssaburg fest.
1611 fielen die beiden Physici der Waldstädte in Rheinfelden dem letzten großen Pestausbruch am Oberrhein zum Opfer. 1641 zur Zeit der französisch-schwedischen Besatzung wird erstmals ein Waldshuter Stadtphysikus anlässlich der Aufnahme in eine Rosenkranzbruderschaft erwähnt. Stadtärzte hatten damals zu ihrer vielseitigen Tätigkeit allgemein den Auftrag, die Hospitälern nebenamtlich zu beraten. Möglicherweise hat dieser Arzt auch in Waldshut gelegentlich Kranke im Spital mitversorgt.
Einen Höhepunkt erlebte die Waldshuter Medizin zum Ende des 17. Jahrhunderts. Als Waldshuter Physici praktizierten Rudolf Elias Camerarius (1682), Johann Jakob Franz Vicarius (ab 1688) und Karl Nicolaus Lange (ab 1699), die aufgrund ihrer wissenschaftlichen Befähigung in die Leopoldina berufen wurden. Im Auftrag des Waldshuter Rates untersuchte Johann Jakob Wepfer die prekären Arbeitsbedingungen der an der Silikotuberkulose leidenden Mühlsteinbrecher der Mühlsteingruben. 1710 ließ der kleggauische Landesphysikus aus Tiengen Johann Christoph Gockel in Waldshut bei Waltpart einen Kurtzen Bericht, wie man sich sowohl vor der Pest als andern ansteckenden Krankenheiten präserviren kan, drucken. Die kranke Präsidentin Greiffenegg bestellte 1755 Johann Georg Zimmermann nach Waldshut. Dem Waldshuter Chirurgen Jakob Bürgi gelang in den 1770er Jahren eine bemerkenswerte zweite Karriere als Landschaftaquarellmaler in Mainz. Der Waldshuter Stadtphysikus und Apothekeninhaber Sebastian Fahrländer siedelte 1798 in die Schweiz über und übernahm im neugegründeten Kanton Aargau eine führende politische Rolle.
Das Spital im 19. Jahrhundert
Mit dem Übergang an das Großherzogtum Baden wurde Waldshut 1806 Sitz eines großherzoglichen Amtsphysikats. Als erster Bezirksarzt wurde Anton Kuichel bestallt, der 1814 im Kapuzinerkloster ein Seuchenlazarett einrichtete. Einem Thyphusausbruch fielen 160 Soldaten und 65 Bürger, darunter die gesamte weltliche Geistlichkeit und der Bezirksarzt zum Opfer. Erster badischer Stabschirurg wurde Ignaz Straubhaar (1817–1819 auch Waldshuter Bürgermeister). 1859 wirkten in Waldshut ein Amtsarzt, ein Gerichtsarzt, drei Wundarzneidiener und ein Apotheker.
Seit dem ausgehenden 18. Jahrhundert begann zunächst in den großen Städten durch zunehmende medizinische Erkenntnisse und durch die Zunahme der Bevölkerungszahlen der Wandel vom Hospital zum Krankenhaus. Die überwiegend pflegende Aufgabe des Hospitals wurde abgelöst durch die ärztliche Diagnostik und Behandlung im neuzeitlichen Krankenhaus. Die neue Aufgabe war auf die „Beseitigung fehlerhafter Körperzustände“ ausgerichtet. Dieser Wandel hat seither die Krankenhausentwicklung grundlegend bestimmt. Auch in Waldshut genügte das alte Heilig Geist Hospital nicht mehr den neuen Anforderungen. Aus diesem Grunde wurden vielfältige Planungen für einen Neubau angestellt, die aber durch die Zeitumstände nicht realisiert werden konnten.

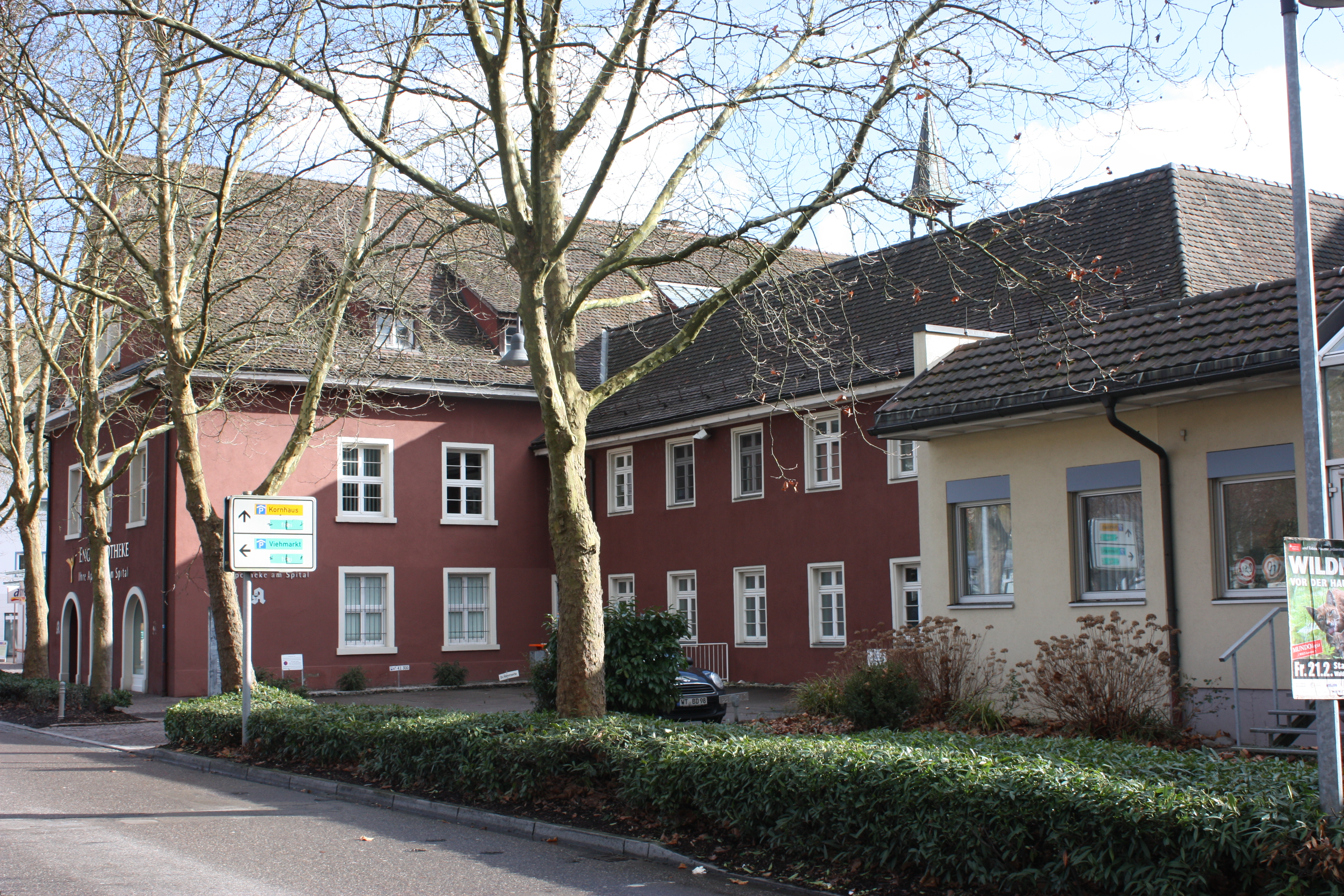
Ehemaliges Kapuzinerkloster Waldshut 2014

1861 zog das Spital in das ehemalige Kapuzinerkloster um, das geräumiger war und das für den neuen Zweck umgestaltet wurde. Das alte Spital in der Rheinstraße ging in private Hände über.
Die Schwestern vom Mutterhaus der Vinzentinerinnen in Freiburg übernahmen die Betreuung der Kranken. Die Ordensschwestern blieben 110 Jahre im Spital Waldshut, 1968 ist die letzte Schwester ausgeschieden.
Das renovierte Spital, die neu ausgestatteten Krankenzimmer im Kapuzinerkloster und die Pflege durch geschulte Schwestern führten zu einer verstärkten Belegung des Hauses. Zur Behebung der Raumnot wurde südlich des Klosters ein weiterer zweistöckiger alleinstehender Bau errichtet. Die nächsten 120 Jahre sollten bis zum heutigen Tag durch immer neue Bauetappen und die Ausdehnung des Spitals nach Westen charakterisiert sein. Dieser Umstand ergab sich aus den medizinischen Notwendigkeiten, den wachsenden Patientenzahlen, den hygienischen und organisatorischen Erfordernissen und aus dem Bestreben, den Komfort für die Patienten zu verbessern.
Der Rat der Stadt übertrug 1895 erstmals einem chirurgisch ausgebildeten praktischen Arzt hauptamtlich die ärztliche Versorgung im Spital, der zusätzlich eine Privatpraxis betrieb.
Historische Fallberichte aus Waldshut (Auswahl)
- Johann Jakob Wepfer: Observatio XXI 1669 und Observatio CIV um 1670. (books.google.de)
- Johann Jakob Vicarius: Wie das Landvolk die epidemische Ruhr zu heilen pflege, 1691. (books.google.de)
- Sebastian Faller: Kopfverletzung mit glücklichem Ausgang, 1841. (books.google.de)

#### Das Krankenhaus im 20. Jahrhundert
1926 wurde als Leitender Arzt ein Facharzt für Chirurgie, Frauenheilkunde und Röntgenologie angestellt. Er war an den Planungen für ein neues Krankenhausgebäude beteiligt, einem dreistöckigen Bau, der sich westlich an das alte Kapuzinerkloster anschließen sollte.
Am 15. Dezember 1928 wurde der Neubau eingeweiht, der mit dem alten Spital verbunden wurde und der noch heute den alten Kern des Krankenhauses bildet. Die Krankenzimmer waren nach Süden zum Rhein hin gelegen, während die Funktionsräume, Operations- und Röntgenabteilung in dem nördlich gelegenen Gebäudeteil untergebracht wurden. Das 1884 geschaffene Nebengebäude südlich des ehemaligen Klosters wurde abgebrochen. 1938 wurde eine Krankenschwestern-Schule gegründet, die nach einer Unterbrechung in der Nachkriegszeit 1951 als selbständige Einrichtung des Spitalfonds wiedereröffnet wurde.
Zu Kriegsbeginn 1939 wurde ein Teil des Krankenhauses zu einem Reservelazarett erklärt, das jedoch im August 1940 wieder aufgehoben wurde.
Im September 1942 war „es den ‚unausgesetzten Bemühungen der Krankenhausverwaltung unter Erhardt zu verdanken‘ […], dass die Behörden die Erlaubnis zum Bau einer modernen Schweinestallung beim spitaleigenen ‚Homburger Hofgut‘ erteilten.“ dadurch war es möglich, „‚die durch ihre Geruchsbelästigung störende Schweinehaltung zwischen dem Unteren Tor und dem Krankenhaus‘ zu verlegen.“ Der Alb-Bote vom 4. September 1942 notierte dazu: „Der Zustand war schon lange unhaltbar, [… doch] dass die Maßnahme noch jetzt in der Kriegszeit durchgeführt wird, ist doppelt anerkennungswert.“ Wo damals der Schweinestall war, befindet sich heute ein Drogeriemarkt.
Nachkriegszeit
1949 wurde der Hasenhof zur Versorgung der Küche erworben.
„Am Himmelsfahrtstag (hatten sich) […] zu der feierlichen Eröffnung der neu eingerichteten Inneren Abteilung des Krankenhauses an die 200 Gäste auf dem Platz hinter dem Neubau des Krankenhauses versammelt. Unter ihnen befand sich Staatspräsident Leo Wohleb, Innenminister Alfred Schühly, Landrat Beck, die Landtagsabgeordneten der Kreise Waldshut und Säckingen, Ärzte, viele Bürgermeister des Kreises, Vertreter der Geistlichkeit und der Schulen, Behörden, Parteien und von Handel und Handwerk.“ Bürgermeister Hermann Dietsche teilte mit, dass „bereits 1945 der Plan zu einem Pavillon entstanden [sei] und zwar hatte man damals, da die Gefahr ansteckender Krankheiten bestand, an den Bau einer Isolierabteilung gedacht.“ Im Namen des Stiftungsrates übergab er den Neubau.
Der Komplex um das Pavillongebäude wurde 1953 um einen zweiten und dritten Stock erweitert, der bis 1986 bestand. 1957 wurde das Hauptgebäude aufgestockt.
Finanziert durch Rücklagen des Spitalfonds und durch einen Landeszuschuss wurde im Dezember 1964 der zweistöckige Südbau eingeweiht, „mit dem die Bettenzahl um 70 auf 360 stieg.“
Stetig steigende Patientenzahlen, eine weiterhin bestehende Raumnot, der Wunsch nach Modernisierung und Verbesserung auch der hygienischen Bedingungen sowie neue Anforderungen führten zu einer Diskussion über einen eventuellen vollständigen Neubau des Spitals „auf der grünen Wiese“ außerhalb des Stadtbereichs oder um einen Erweiterungsbau am bisherigen Standort.
Der Spitalfonds hatte schon zu einem früheren Zeitpunkt die Grundstücke westlich des Spitals erworben, sodass eine weitere Ausdehnung des Krankenhauses nach Westen möglich war. Man entschied sich bei Erhalt des Krankenhauses am bisherigen Standort für einen Erweiterungsbau, den sogenannten „Westbau“, der 1979 konzipiert wurde. 1986 fand die Einweihung des Westbaus statt.
Im gleichen Jahr wurde der veraltete, 1953 fertiggestellte „Ostbau“ abgebrochen und ein Landeplatz für Hubschrauber geschaffen.

### 21. Jahrhundert
2000 wurde mit der Planung eines weiteren Neubaus im Westen des bisherigen Spitals begonnen, 2002 der Südbau aufgestockt und Anfang März 2007 der erweiterte Westbau eingeweiht.
Seit 2012 besteht in direkter Nachbarschaft ein neu erbautes Psychiatrisches Behandlungszentrum als einer Außenstelle des Zentrum für Psychiatrie Reichenau (zfp).
Das ehemalige Krankenhaus im Stadtteil Tiengen aus dem Jahr 1893 war bis 2012 Seniorenresidenz und wurde 2013 erworben. Vorgesehen ist es als Unterkunfts- und Schulungsort für den steigenden Bedarf in den Pflegeberufen.

#### Konflikt um die medizinische Versorgung
Im Zuge von Rationalisierungsbemühungen übereignete der Landkreis Waldshut „2004 das defizitäre Kreiskrankenhaus Bad Säckingen zusammen mit dem Kreiskrankenhaus Stühlingen schuldenfrei dem Spitälerverbund Hegau-Bodensee-Hochrhein (HBH)“, der sich danach in die Hegau-Bodensee-Hochrhein-Kliniken GmbH (HBK) umbenannte. Seit 1. Januar 2005 lautete die offizielle Bezeichnung des Krankenhauses Waldshut: „Spital Waldshut GmbH“. Daneben bestand der Spitalfonds weiter.
Die Auslagerung der problematischen Einrichtungen in Bad Säckingen und Stühlingen in den benachbarten Klinik-Verbund durch den Landkreis Waldshut war eine Maßnahme, die auch als Eingeständnis einer Überforderung durch Eigenverwaltung erschien und die nun eine Verbesserung durch gleichsam neutrale Verwaltungsverantwortung erwarten ließ. Doch zeigte sich nach wenigen Jahren, dass offensichtlich auch Strukturprobleme dahinter lagen. Denn der neue Eigner, die Hegau-Bodensee-Hochrhein-Kliniken meldete 2010 eine Bedrohung durch Insolvenz. Die Gefahr für den Standort im Landkreis Waldshut ließ sich nur durch eine Rückübertragung der Klinik Bad Säckingen abwenden. Das Krankenhaus Loreto in Stühlingen verblieb im neuen Verbund.
Rückholung Spital Bad Säckingen
2010 beabsichtigte „der Landkreis Waldshut das Spital Bad Säckingen aus der Trägerschaft der insolventen HBH heraus[zulösen] und fusioniert es mit dem Spital Waldshut zur Spitäler Hochrhein GmbH.“

#### Gründung der Spitäler Hochrhein GmbH

Das Signet der 2010 gegründeten Spitäler Hochrhein

„Die GmbH gehört zu 60 Prozent dem Spitalfonds Waldshut-Tiengen, zu 40 Prozent dem Landkreis Waldshut, das Startkapital beträgt zehn Millionen Euro, weitere acht Millionen stehen für Sanierungs- und Modernisierungsmaßnahmen bereit.“
Die Badische Zeitung kommentiert:

„In zwölf Tagen beginnt für das Säckinger Kreiskrankenhaus eine neue Zukunft. Dann firmiert es mit dem Spital Waldshut in der neu gegründeten Spitäler Hochrhein GmbH. Landrat Tilman Bollacher, Waldshut-Tiengens Oberbürgermeister Martin Albers und Vertreter beider Kliniken machten bei einem Pressegespräch allenthalben eine Aufbruchstimmung aus, die besonders das Kreiskrankenhaus Bad Säckingen erfasst habe.“

Aufbruchsstimmung

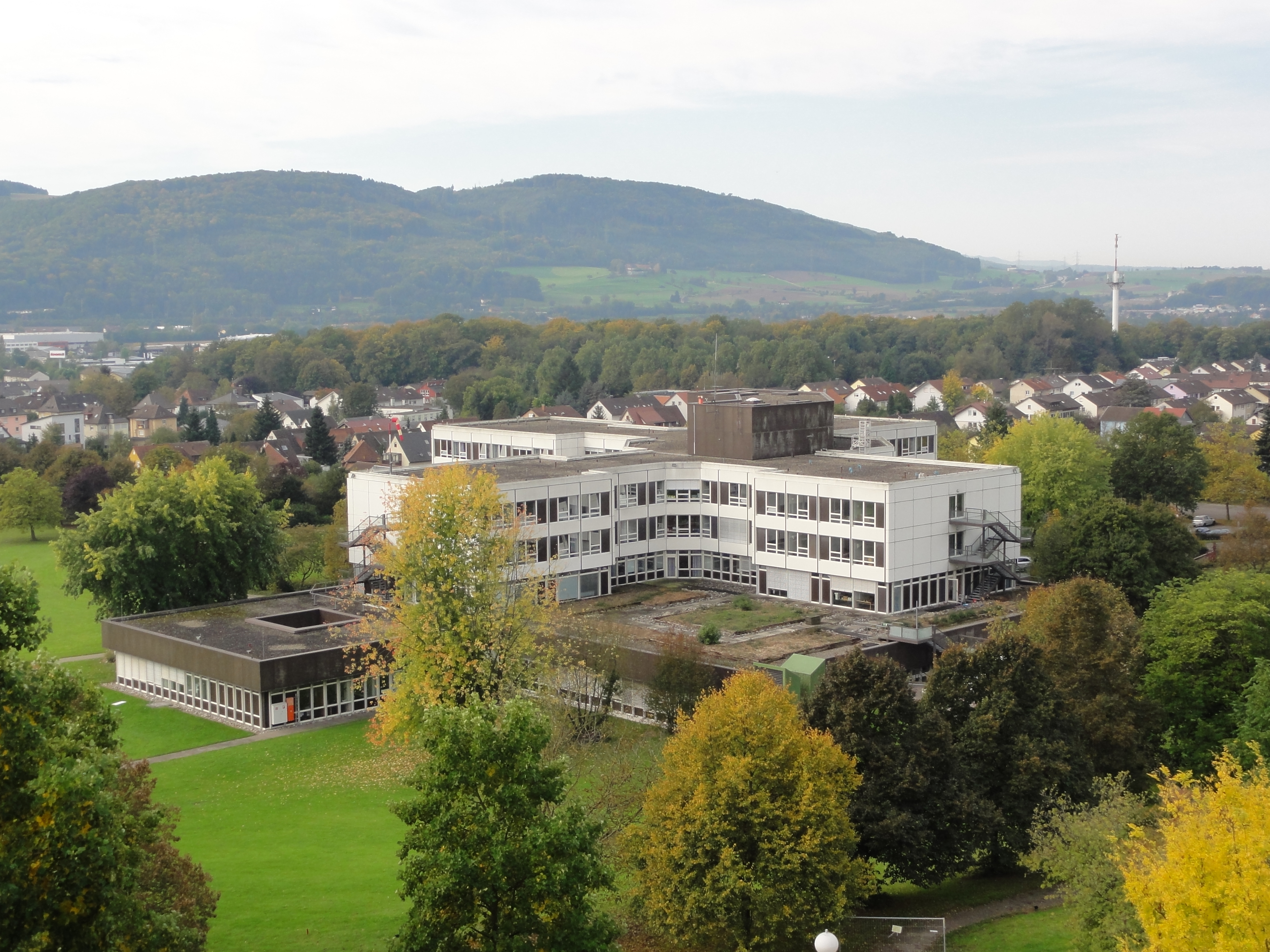
Spital Bad Säckingen im Oktober 2012

„Knapp elf Monate nach dem Ausscheiden des Bad Säckinger Krankenhauses aus dem damals insolvenzbedrohten Klinikverbund Hegau-Bodensee-Hochrhein (HBH) sehen die Verantwortlichen im Spital am Meisenhartweg einer optimistischen Zukunft entgegen. ‚Es ist das denkbar günstigste Ergebnis für die Menschen im westlichen Landkreis Waldshut‘, kommentierte Thater rückblickend die im Juni dieses Jahres rechtlich vollzogene Fusion mit dem Krankenhaus Waldshut zur Spitäler Hochrhein GmbH. […] Spitalstandortsleiter Hubert Aberle: ‚Seit 1980 haben keine nennenswerten Sanierungsmaßnahmen stattgefunden‘. Es gelte nun eine komplette Bestandsaufnahme zu machen, um nach Erstellung eines ‚Masterplanes‘ die vielfältigen Aufgaben zu ordnen. Eine der größten baulichen Herausforderungen ist dabei die von Behörden und Stadtverwaltung bereits angemahnte Verbesserung des Brandschutzes. Mit 8,15 Millionen Euro bezifferte Aberle die anfallenden Kosten für die Verbesserungs- und Sanierungsmaßnahmen, die vom Landkreis Waldshut getragen werden.“
Es gelingt jedoch nicht, das Krankenhaus Bad Säckingen aus dem Defizitbereich (2014: 2,4 Millionen) hinaus zu führen. Aufgrund eines Gutachtens gibt es „Überlegungen des Landkreises, die Spitäler Waldshut und Bad Säckingen zusammenzufassen und für 125 Millionen Euro eine Zentralklinik zu errichten.“
Es gibt jedoch Zweifel, ob eine Weiterführung beider Häuser in der Folge der Defizitentwicklung und dem Sanierungsbedarf an beiden Standorten eine realistische Konzeption ist. Dabei scheinen die finanziellen Sachzwänge und vor allem die Kräfteverhältnisse in der Spitäler Hochrhein GmbH den Erhalt des Waldshuter Krankenhauses vor dem des Bad Säckinger Spitals zu begünstigen.

#### Konflikt zwischen den Standorten
„In Bad Säckingen fordern Bürger, Kommunalpolitiker und Beschäftigte den Erhalt des eigenen Spitals.“ Im Juni 2015 wird die Initiative Rettet unser Bad Säckinger Krankenhaus gegründet.
Im Juli stellt der Landkreis ein zweites Gutachten vor, das ebenfalls die Zusammenfassung der beiden Standorte Bad Säckingen und Waldshut spätestens 2025 in einer Zentralklinik empfiehlt. Bereits 2016 sollen Umstrukturierungen zu ‚Ein Krankenhaus an zwei Standorten‘ erfolgen.

„In Waldshut sollen Allgemeine und Unfallchirurgie, Gynäkologie und Geburtshilfe, HNO-Abteilung, Urologie und Gastroenterologie verbleiben, in Bad Säckingen die Gefäßheilkunde, die Kardiologie, die Geriatrie sowie nur noch planbare Operationen.“

Das Konzept „2 in 1“ erweist sich in vieler Hinsicht als problematisch – allerdings spielt für die Bad Säckinger Bevölkerung die Akutversorgung und vor allem die schnelle Erreichbarkeit die entscheidende Rolle.
Im Oktober 2015 formieren Krankenhausmitarbeiter und niedergelassene Ärzte in Bad Säckingen die Initiative "Pro Spital". Der Kreistag versucht eine Strategie mit (vorübergehenden) Zugeständnissen: Im November 2015 wird ein neues Konzept für die Spitäler Hochrhein beschlossen: „Die Unfallchirurgie in Bad Säckingen soll geschlossen werden, aber anders als im Juli-Gutachten vorgeschlagen die Innere Abteilung und die Intensivmedizin erhalten bleiben.“
„2016 wird im Juli bekannt, dass die Spitäler Hochrhein in Bad Säckingen das Labor und die Sterilisation schließen. Im August demonstrieren in Bad Säckingen 1200 Menschen gegen eine Schließung des Spitals.“ Der Kreistag bleibt hart und geht schrittweise an die Substanz: „Anfang September schließen die Spitäler Hochrhein den Bad Säckinger OP-Bereich wegen Sanierungsmaßnahmen. Alle Operationen werden in Waldshut durchgeführt, wohin auch das OP-Personal für die Dauer der Maßnahme verlegt wird.“
Diese Schließung mit dem Argument einer Sanierung und die Verlegung nach Waldshut ‚für die Dauer der (Sanierungs)-Maßnahme‘ erschien in Bad Säckingen als Anfang vom Ende einer noch bis zur Fertigstellung eines Zentralklinikums beibehaltenen „2 in 1“-Strategie im Sinne des Erhalts beider Häuser bis 2025. Nach dieser Zuspitzung der Lage geriet die Geschäftsführung der Spitäler Hochrhein GmbH in grundsätzliche Kritik und es einigen sich die meisten Verantwortlichen beider Seiten auf die Bestellung eines externen Geschäftsführers, der die notwendige Krisenerfahrung mitbringen sollte. Im August 2017 wird der neue Geschäftsführer benannt. Damit wurde auch für die Öffentlichkeit eine gründliche Aufarbeitung der Vorgeschichte vorgenommen.
Verlustgeschichte Kreiskrankenhaus Bad Säckingen
Der neue Geschäftsführer der Spitäler Hochrhein GmbH, Hans-Peter Schlaudt, sah bereits nach kurzer Einarbeitungszeit das Kernproblem im permanenten hohen Zuschussbetrieb des Spitals in Bad Säckingen, der offensichtlich eine noch zusätzlich notwendige Bereitschaft zu Investitionen verhindert hatte:

„Finanzielle Sorgen belasten von Anfang an das Kreiskrankenhaus Bad Säckingen. Die Träger schieben den Sanierungsbedarf über Jahrzehnte vor sich her.“

Der Kreistag des 1973 mit den Kreisen Waldshut und Säckingen neu gebildeten Landkreises Waldshut hatte den Neubau unter Landrat Norbert Nothhelfer beschlossen. Das alte Gebäude stammte noch aus dem 19. Jahrhundert. Der Neubau wurde 1980 eröffnet – er „zwang den Waldshuter Kreistag schon von Anfang an zu jährlichen Zuschüssen aus der Kreiskasse.“
„‚Ein Problem, mit dem wir leben müssen‘, sah der damalige Landrat Bernhard Wütz in den regelmäßigen roten Zahlen des Kreiskrankenhauses in Bad Säckingen schon vor 23 Jahren [1994], als es im Kreistag um die jährlichen Finanzen ging. [… 1994] verlangten die Grünen im Kreistag wegen "nicht hinnehmbarer Defizite" nach einem externen Wirtschaftsprüfer. 2000 forderte SPD-Fraktionssprecher Rolf Rüttnauer eine Kooperation der Kreiskrankenhäuser mit dem städtischen Spital in Waldshut.“ Hierzu gab es jedoch keine Bereitschaft seitens der Stadt.
Lösungswegssuche ohne private Trägeroption
Die fehlenden Investitionen zu Erneuerungen in Bad Säckingen wirkten sich hin zu Personalproblemen und Ärztemangel aus, dennoch gab es wenig Sympathien für eine Privatisierung. „Die grüne Kreisrätin Ruth Cremer-Ricken forderte 2003, das Krankenhaus "mit allen Mitteln" zu erhalten.“
- 2003 – das Minus schlug gerade mit 2,8 Millionen Euro zu Buche – wurden die Verhandlungen mit dem öffentlich-rechtlichen Hegau-Bodensee-Klinikum konkret.
- Eine Schließung des Krankenhauses in Bad Säckingen oder das ‚Konzept Zentralklinikum‘ war in jener Zeit keine Option.
- Der Ausweg schien durch einen Verantwortungswechsel zu einem neuen Träger gegeben:

Fehlschlag mit dem Nachbarverbund

„Die Übergabe der beiden Häuser Bad Säckingen und Stühlingen zum Januar 2004 war nicht umsonst. Drei Jahre lang noch musste sich der Kreis Waldshut an den Defiziten beteiligen und für Brandschutzbaumaßnahmen 5,8 Millionen Euro überweisen. 2009 musste Landrat Tilman Bollacher weitere 3,7 Millionen Euro in Aussicht stellen; für die "Zukunftssicherung", aber auch als Signal an die Gläubigerbanken, denn mittlerweile stand die HBH-Gesellschaft vor der Pleite. […] Für die Bad Säckinger Klinik der Anfang der Scheidung vom Singener Verbund. 2011 ging das Spital an den Kreis Waldshut zurück, der Klinikverbund hatte die erhofften Einspareffekte nicht gebracht. Von zehn Millionen Euro, die in sieben Jahren nach Singen überwiesen wurden, kommen zwei Millionen zurück – aber auch ein hoher Sanierungsbedarf.“

Die Waldshuter Spitalstiftung hatte dem Landkreis vor der Rückholung „die Fusion in einer gemeinsamen GmbH angeboten, freilich mit großem Finanzbedarf verbunden: 10,4 Millionen Euro muss der Kreis bis zum Jahr 2015 einbringen. Doch der Optimismus des damaligen Landrats, nach drei Jahren schwarze Zahlen zu schreiben, bestätigte sich nicht. 2013 kam das Aus für die Geburtshilfe-Abteilung in Bad Säckingen. Von 2012 bis 2015 liefen fast fünf Millionen Euro Fehlbeträge an. Nur 60 von 100 Betten waren 2012 belegt, im Bundesdurchschnitt waren es 79.“
2016 waren erste ‚Verlegungen‘ in Bad Säckingen durch die Spitäler Hochrhein vorgenommen worden – Labor, Sterilisation und im September der OP-Bereich „wegen Sanierungsmaßnahmen“ nach Waldshut. Er soll mit Personal „für die Dauer der Maßnahme verlegt“ werden, doch kommt die Vermutung auf, dass dies kaum mehr rückgängig gemacht werden kann.

#### Auflösung der Spitäler Hochrhein GmbH
Am Ende des Jahres 2017 bilanziert der Südkurier in der Chronik eines Niedergangs: Die „Entwicklung des Krankenhauses in den letzten Monaten zeigt, wie Verantwortliche die Einrichtung systematisch an die Wand gefahren haben. […] Am Ende bleibt die Hoffnung auf den Gesundheitscampus. […] Kein anderes Thema hat die Bevölkerung in der Region im zurückliegenden Jahr derart bewegt und mobilisiert wie der Niedergang des Bad Säckinger Krankenhauses. Hunderte Leserbriefe sowie überfüllte Gesprächsrunden und Kreistagssitzungen legen davon beredtes Zeugnis ab. Der Kampf um den Erhalt des Krankenhauses war letztlich vergebens“.
Auftakt 2017 – so die Zeitung – war im Januar ein Brief des Sozialministers Manfred Lucha (Grüne) an den Landrat Martin Kistler. „Lucha fordert, das Festhalten an zwei Spitalstandorten zugunsten eines Zentralkrankenhauses aufzugeben.“ Allerdings solle das Spital Bad Säckingen saniert werden und bis zur Eröffnung des Zentralklinikums erhalten bleiben. „Unmut löst auch die Forderung des Vorsitzenden der CDU-Kreistagsfraktion, Martin Albers, aus. Er will die 14 Monate zuvor gefassten Kreistagsbeschlüsse dahingehend präzisieren, dass Bad Säckingen kein Haus der Grund- und Regelversorgung mehr sein soll. […] Zugleich startet der Förderverein Pro Spital eine Infokampagne in den Gemeinden im westlichen Landkreis.“
Fakt ist, dass aufgrund der Lage der beiden Krankenhäuser die medizinische Versorgung der Bevölkerung im östlichen Teil (dem ehemaligen alten Landkreis Waldshut) eher verbessert erscheint und im westlichen Teil (dem ehemaligen Landkreis Säckingen) benachteiligt würde – durch verlängerte Anfahrtswege für Patienten, besonders in Notfällen, auch des Personals und auch Folgen für die Infrastruktur.
Im Februar erfolgt ein Reflex auf diese Faktoren:

„Die Gesellschafter der Spitäler Hochrhein GmbH […] räumen erstmals öffentlich Engpässe und Defizite in der medizinischen Versorgung im Kreis ein. [… Sie] stellen ein großangelegtes Sanierungsprogramm für den Standort Bad Säckingen vor. […] Die große Variante, die vom Kreistag und der Stadt Waldshut-Tiengen letztlich beschlossen wird, sieht Sanierungen und Brandschutzmaßnahmen für 12,7 Millionen Euro vor. Neben der Wiederherstellung des OP-Bereichs soll das Haus von 80 auf 120 stationäre Betten aufgestockt werden. Dadurch soll der Krankenhausbetrieb in Bad Säckingen für mindestens 15 Jahre gesichert werden. So viel Zeit wird veranschlagt, bis ein Zentralkrankenhaus gebaut ist. Der Einstieg in eine entsprechende Planung wird ebenfalls beschlossen.“

„Nach der anfänglichen Aufbruchstimmung passiert über Monate hinweg nichts. […] Wegen des sukzessiven Abbaus medizinischer Leistungen […] (verlassen) Ärzte und das Pflegepersonal die Spitäler in immer größerer Zahl.“
Im April wird lediglich „ein ambitionierter Zeitplan für das Zentralkrankenhaus präsentiert. Das Haus, für das es […] noch nicht einmal einen Standort gibt, soll Ende 2029 fertig sein. Es soll 400 Betten umfassen und 208 Millionen Euro kosten.“
Ende Mai 2017 „werden die Bad Säckinger OP-Räume ausgeräumt und sämtliche Gerätschaften nach Waldshut transportiert. Zweifel an der Aufrichtigkeit der Spitäler-Geschäftsführung und den Gesellschaftern erhalten neue Nahrung. […] Die Idee, das Bad Säckinger Krankenhaus in eine bürgerschaftliche Trägerschaft zu überführen, erhält immer mehr Unterstützung in der Bevölkerung.“
Mit einem „denkwürdigen Auftritt“ im Juli erklärt Sozialminister Lucha „einer dauerhaften Zwei-Standort-Lösung eine klare Absage. Auch von einem Krankenhaus in Bürgerhand will er nichts wissen. Eine derartige Einrichtung werde vom Land keine Betriebsgenehmigung erhalten.“ Die einzige Lösung sei das Zentralkrankenhaus. Er merkt jedoch an, von der Spitäler Hochrhein GmbH seien „über Jahre hinweg […] keinerlei Zuschüsse für Instandhaltungsmaßnahmen abgerufen worden. Auch für die im Februar beschlossene Sanierung in Bad Säckingen lägen dem Ministerium keine näheren Pläne oder Anträge vor.“
Wechsel der Geschäftsführung
Für das Jahr 2016 rechnen die Gesellschafter mit einem Verlust von 16 Millionen Euro. Noch im Juli kündigen die Spitäler-Geschäftsführerin Simone Jeitner und ihrem Stellvertreter Peter Lepkojis. Im Juli wird Jeitner von Hans-Peter Schlaudt abgelöst. Er „gilt als Sanierer […] will in Ruhe die Gesamtsituation beider Häuser analysieren und kündigt für Oktober ein Konzept zum weiteren Vorgehen an.“
Im Oktober stellt der neue Geschäftsführer Hans-Peter Schlaudt ...

„drei Varianten für die Zukunft der Krankenhausversorgung vor. Als aussichtsreichste gilt die Sanierung beider Häuser bei gleichzeitigem Beginn der Zentralspital-Planung. Bis zur entscheidenden Kreistagssitzung am 25. Oktober hat sich die Lage allerdings derart nachteilig entwickelt, dass nach Ansicht des Geschäftsführers nur die sofortige Schließung des Spitals Bad Säckingen übrig bleibt. Der Gemeinderat Waldshut-Tiengen stimmt diesem Vorschlag zu. Der Kreistag vertagt eine Entscheidung, weil sich das Gremium überrumpelt fühlt.“

Kreistag am 8. November 2017
Im Vorfeld der Kreistagssitzung empfahl der Waldshuter Landrat Martin Kistler „den Kreisräten, am Mittwoch, 8. November 2017, das Spital in Bad Säckingen zu schließen. Außerdem soll mit der Leistungs- und Raumplanung sowie dem Einstieg in die Standortsuche die Planung eines zentralen Krankenhauses für den Landkreis beginnen. Ob in Bad Säckingen ein "Gesundheitscampus" errichtet werden kann, soll geprüft werden. […] Landrat Martin Kistler macht sich die Argumentation von Hans-Peter Schlaudt, dem Geschäftsführer der Spitäler Hochrhein GmbH, vollumfänglich zu eigen und empfiehlt, das Spital in Bad Säckingen zum 31. Dezember zu schließen. Bis zur Fertigstellung eines Zentralspitals für den Kreis voraussichtlich im Jahr 2025 solle das Spital in Waldshut ertüchtigt werden. Die Kosten bis dahin werden laut Vorlage zwischen 91 und 117 Millionen Euro betragen. […] Wörtlich heißt es weiter: ‚Aufgrund der personellen Situation und der Vernachlässigung des Standorts über viele Jahre ist es am Standort Bad Säckingen nicht mehr möglich, auch in der Zukunft eine qualitativ hochwertige Versorgung für die Patienten anzubieten.‘ Um das Unternehmen in seinem Bestand zu sichern und eine weitere dramatische Verschlechterung der Situation zu verhindern, müsse der Standort Waldshut geschützt werden. […] Laut Vorlage hat Geschäftsführer Schlaudt seine Vorschläge mit dem Sozialministerium abgestimmt. Das Land sage seine finanzielle Unterstützung auch nur für einen Standort zu.“

#### Schließung des Spitals Bad Säckingen
„Unter großem Protest der Bevölkerung beschließt der Kreistag am 8. November (800 Bürger bei der Kreistagssitzung) die Schließung des Bad Säckinger Spitals zum Jahresende. Die personelle Entwicklung lasse einen Weiterbetrieb nicht zu, argumentiert Geschäftsführer Schlaudt. Dass im Gegenzug auch der Beschluss gefasst wird, aus dem Krankenhaus einen Gesundheitscampus zu machen, an dem unter anderem operiert wird und wo es stationäre Betten gibt, geht vor diesem Hintergrund unter. Auch die ursprünglich für die Spitalsanierung vorgesehenen Mittel in Höhe von 12,7 Millionen Euro sollen in die neue Einrichtung fließen.“
Der Kreistag und der Bad Säckinger Gemeinderat „beschließen den Einstieg in die Konzeptionierung eines Gesundheitscampus unter Federführung von Stadt und Kreis. Auch die Spitäler sind in einer begleitenden Lenkungsgruppe vertreten. […] Ein Sozialplan sichert den in Bad Säckingen beschäftigten Klinikmitarbeitern eine Weiterbeschäftigung bis September 2020 zu. Betriebsbedingte Kündigungen soll es nicht geben.“

„Vor rund 800 aufgebrachten Zuhörern besiegelte der Kreistag [am 8. November 2017] mit großer Mehrheit das Schicksal der Klinik, das wohl ohnehin nicht mehr abzuwenden war. Jetzt sollen ein Gesundheitscampus und ein Zentrum für Altersmedizin dafür sorgen, dass in Bad Säckingen zumindest bestimmte medizinische Bereiche noch abgedeckt werden und das Heilbad ein Gesundheitsstandort bleibt.“

#### Vorhaben Gesundheitscampus
Um den Unmut in der Bürgerschaft zu dämpfen, mussten neue Einrichtung rasch konkretisiert werden: Neben Erweiterungen im Krankenhaus Waldshut, sah sich Bad Säckingens Bürgermeister Alexander Guhl „kurzfristig dazu genötigt, ‚etwas zu entwickeln, das Zukunftsperspektive hat‘. Und das ist aus seiner Sicht der sektorenübergreifende Gesundheitscampus und das Zentrum für Altersmedizin.“
„12,7 Millionen Euro will der Landkreis zur Verfügung stellen, die eigentlich für die Sanierung des Spitals vorgesehen waren. Gemeinsamer Träger sollen die Stadt Bad Säckingen, der Landkreis und die Spitäler Hochrhein GmbH sein, und neben ambulanter Versorgung soll es dort auch spezielle Geriatrie- und Reha-Angebote geben, auch stationäre. Andererseits muss auch für einen Gesundheitscampus entsprechendes Personal gewonnen werden, das für das Spital angeblich so schwer zu finden war.“
Zur weiteren medizinischen Versorgung in Bad Säckingen siehe: Gesundheitscampus Bad Säckingen
Bilanz Spitäler Hochrhein GmbH im Rückblick (2015)
Das Krankenhaus Bad Säckingen war am 29. Dezember 2017 geschlossen worden. Ein Überblick zur Finanzlage gelang erst sukzessive – im März 2018 zum Jahr 2015:
„Mit Verspätung legte Spital-Geschäftsführer Hans-Peter Schlaudt dem Kreistag den Jahresabschluss der Spitäler Hochrhein GmbH für das Jahr 2015 vor. Für die damalige Geschäftsführung der Krankenhaus-Gesellschaft, die das Spital in Waldshut betreibt und bis vor kurzem das Kreiskrankenhaus Bad Säckingen bewirtschaftete, gab es keine Entlastung durch das Kreisparlament, dazu aber auch keine Erklärung von Landrat Martin Kistler.“
„Der Jahresabschluss für 2015, von den Wirtschaftsprüfern der KPMG bestätigt, weist bei einer Bilanzsumme von 23,7 Millionen Euro einen Jahresfehlbetrag von 5,8 Millionen aus.“
Im Vorjahr 2014 belief sich der Fehlbetrag noch auf minus 2,3 Millionen Euro. Ursächlich waren 2015 die rückläufigen Betriebsergebnisse (siehe unten: Einnahmen) der beiden Krankenhäuser und eine „Abschreibung von fast zwei Millionen Euro auf Darlehensforderungen und den Beteiligungsbuchwert des Ärztezentrums Medicum GmbH in Waldshut-Tiengen, einer hundertprozentigen Tochter der Spitälergesellschaft.“
„Die Bilanz der Spitäler Hochrhein Ende 2015 weist 11,7 Millionen Euro Schulden aus, 2,4 Millionen mehr als ein Jahr zuvor. Der Löwenanteil bestand gegenüber den Gesellschaftern – Spitalfonds Waldshut-Tiengen und Landkreis Waldshut – , die wiederholt Geld zugeschossen hatten, acht Millionen Euro.“
Einnahmen und Ausgaben (Personal)

„Die regulären Spitalleistungen brachten 44,43 Millionen Euro (Vorjahr 46,37 Millionen), in Waldshut 28,1 Millionen, in der Trompeterstadt 16,4 Millionen Euro. Dazu kamen 2,3 Millionen aus Wahlleistungen und 2,7 Millionen durch ambulante Leistungen. […] Auch Waldshut rutschte – nach einem kleinen Plus im Vorjahr – mit 1,9 Millionen Euro in die Verlustzone. Das kleinere Haus in Bad Säckingen meldete ebenfalls 1,9 Millionen Minus, weniger als 2014. Macht 3,86 Millionen Defizit aus dem Krankenhausbetrieb.“

- „In beiden Häusern versorgten im Schnitt 713 Mitarbeitende und 104 Auszubildende rund 17 000 stationäre Patienten, in 251 (Waldshut) beziehungsweise 182 (Bad Säckingen) Planbetten. […] Der Personalaufwand ging um eine Million zurück auf 38,75 Millionen Euro.“

Ausstieg der Stadt Waldshut-Tiengen als Gesellschafter

„Waldshut-Tiengen will aus der Spitäler Hochrhein GmbH aussteigen. Folgt der Kreistag dem Votum des Gemeinderates, ist ab 1. Juli [2018] der Landkreis alleine für das Waldshuter Spital verantwortlich. Das Gebäude bleibt im Eigentum der Stadt.“

#### Entwicklung nach der Schließung
Nach einer kurzen Übergangsphase nach Aufnahmestopp und möglichst wenig Verlegungen von Patienten war „den Arztpraxen im Spital zugesichert worden, dass sie bis Ende 2018 im Gebäude bleiben könnten. Auch das Notarztzimmer und der Heli-Landeplatz sollten vorerst erhalten bleiben. In diesen Punkten habe man das Angebot zunächst bis zum 31. März garantiert.“
„Wir beobachten, dass uns der westliche Landkreis meidet. Angesichts der Schließung des Spitals Bad Säckingen habe ich Verständnis für die Enttäuschung der Menschen des westlichen Landkreises“.
Nach einer Einigung von Gemeinderat Waldshut-Tiengen und Kreistag stieg die Stadt zum 1. Juli 2018 aus der Spitäler Hochrhein GmbH aus. Bis dahin war die Stadt „mit 60 Prozent Mehrheitsgesellschafter.“ Der Austrittsprozess war vertraglich schwierig, aber „möglich, weil die Doppelstadt zusagte, auch in Zukunft einen Teil der Kosten zu tragen.“ Auch „verzichtet die Kreisstadt auf Rückforderungen von rund vier Millionen Euro. In die Kapitalrücklage flossen 2018 seitens der Gesellschafter Kreis und Kreisstadt neun Millionen Euro.“
Seit dem 9. November 2018 lautet die offizielle Bezeichnung des Krankenhauses in Waldshut: Klinikum Hochrhein GmbH.
Bilanz 2018
2018 lag bei einer Bilanzsumme von 26,2 Millionen das Defizit bei 2,36 Millionen Euro. „Markant weniger als in den Vorjahren […], doch in der Kapitalflussrechnung wird der Cashflow, das Ergebnis aus der laufenden Geschäftstätigkeit, mit minus 8,2 Millionen Euro beziffert.“
„Der Erlös aus allgemeinen Krankenhausleistungen ging um 8,5 Prozent auf 32,7 Millionen Euro zurück. Andererseits wurde nach der Schließung Bad Säckingen für teuer bezahltes Fremdpersonal, etwa Honorarärzte, 60 Prozent weniger Geld fällig als im Vorjahr, 2,8 Millionen Euro.“

#### 2019/20: Lage und Ausblick
Der geplante Nordanbau an das Krankenhaus in Waldshut verzögerte sich 2019 „aufgrund einer ausgelasteten Bauwirtschaft“ und 2020 weiter aufgrund der Corona-Pandemie. Im September wurde mit den Baumaßnahmen begonnen.
„Im Wirtschaftsplan für dieses Jahr [2019] wurde nochmals eine Verschlechterung des Ergebnisses angesetzt. Grund: Weiterhin müsse mit Altlasten im öffentlichen Ansehen, einer ‚fortbestehenden schwierigen Personalsituation‘, vakanten Chefarztstellen und erhöhten Personalkosten für externes Personal gerechnet werden. Die Wirtschaftsprüfer der KPMG […] attestieren ein ‚schlechtes Betriebsergebnis‘, aber eine ordnungsgemäße Geschäftsführung. Bis 2018 hätten betriebswirtschaftliche „Kontrollinstrumente“ gefehlt, um rechtzeitig auf Entwicklungen im Krankenhaus reagieren zu können.“
Mittelfristig rechnet die Geschäftsführung der Klinikum Hochrhein GmbH für das Krankenhaus Waldshut „mit einem Fehlbetrag von bis zu einer Million Euro pro Jahr.“
Zuvor wird 2019/20 das Haus in Waldshut noch für 24,8 Millionen Euro erweitert und modernisiert, wovon der ausgeschiedene Partner Stadt Waldshut-Tiengen bis zu 14 Millionen aufbringen muss.
Das Krankenhaus Waldshut muss bis zur Eröffnung der Zentralklinik in Albbruck die Grund- und Regelversorgung im Landkreis allein bewältigen, doch habe sich der Trend, dass Patienten aus dem westlichen Landkreis auswärtige Kliniken bevorzugen, fortgesetzt. 284 Betten weniger als im Vorjahr seien belegt worden. „Mit medizinischen Schwerpunkten die über die Grundversorgung hinausgehen, möchte Geschäftsführer Hans-Peter Schlaudt das Klinikum Hochrhein rentabler machen.“
- Als Akademisches Lehrkrankenhaus der Universität Freiburg unterrichtet das Klinikum Hochrhein seit 2014 jährlich durchschnittlich 80 Auszubildende. Seit April 2020 werden zwei junge Frauen aus dem Kreisgebiet „eine Ausbildung zur Hebamme absolvieren. […] Die Lehre dauert drei Jahre, wobei der praktische Teil im Klinikum in Waldshut stattfindet. […] ‚Die Ausbildung wird auch im kommenden Jahr für zwei Personen angeboten. Wir planen, diese langfristig anbieten zu können“‘, teilt das Krankenhaus mit.[20]

#### Kosten des Krisenmanagements
Auf Anfrage des Südkuriers gab das Landratsamt eine Kostenbilanz für externe Beratungshonorare frei: Ein erstes Gutachten 2014 verursachte bis 2015 Kosten von 38.956 Euro, ein zweites bis 2016 799.895 Euro (Kienbaum Consultants International). Für verschiedene weitere Beratungen und Gutachten bis 2017 wurden 454.120 Euro gezahlt. Wirtschaftsprüfungen durch die KPMG 2015 bis 2019 beliefen sich auf 395.327 Euro. „Im Juli 2017 beauftragte die Gesellschafterversammlung der Spitäler Hochrhein GmbH die Jomec GmbH aus Berlin mit ‚der Sanierungsberatung und dem Sanierungsmanagement‘. Auf Grundlage dieses Vertrages habe die Jomec GmbH den Mediziner Hans-Peter Schlaudt als Geschäftsführer der Klinikum Hochrhein GmbH ‚zur Verfügung gestellt‘ […] Für die Leistungen der Jomec GmbH sind laut Landratsamt im Jahr 2017 316.000 Euro, 2018 672.000 Euro, 2019 499.800 Euro und 2020 bislang 333.200 Euro gezahlt worden.“ Für eine IT-Beratung erhielt die Jomec GmbH 2018/19 154.062 Euro, „für eine Analyse der Ist-Situation“ 2020 14.876 Euro. „Für Dienstleistungen im Bereich Marketing und dem Aufbau eines neuen Internetauftritts“ stellte das Unternehmen 2019/2020 78.832 Euro in Rechnung. „Die oben genannte Zahlen summieren sich auf etwas mehr als 3,4 Millionen Euro.“ Für den Südkurier „bestätigen sich jene Zahlen, die bislang geheim gehalten, aber hinter vorgehaltener Hand immer wieder kolportiert wurden.“

#### Offener Brief an Gesundheitsminister Spahn
Hans-Peter Schlaudt wies in einem Schreiben vom 30. Juli 2019 auf einen seiner Auffassung nach gewichtigen ‚Konstruktionsfehler‘ in der Gesetzgebung zum Personalbedarf von Kliniken hin:

„Bei aller Wertschätzung für ihren Gundgedanken die Pflegenden zu stärken, sind leider grundsätzliche Fehler oder Interpretationsspielräume entstanden. Die Einführung der Personaluntergrenzen wird inzwischen von den Kostenträgern in Verbindung mit der Pflegekostenerstattung gleichzeitig als Personalobergrenze verstanden. […] Das bedeutet, die Kostenträger erklären, dass sie nur die Kosten zu den Personaluntergrenzen tragen. Jede zusätzliche Stelle soll ‚durch wen auch immer‘ finanziert werden.“

Da die Feststellung der „Personaluntergrenzen“ nach statistischen Gesichtspunkten vorgenommen wird, „verkennt diese Ableitung“ – als Beispiel, so Schlaudt – „die in vielen Kliniken schlechten baulichen Rahmenbedingungen.“
„Das Prinzip ‚Untergrenze gleich Obergrenze‘ bietet keinen Spielraum und wird den hausindividuellen Besonderheiten nicht gerecht. Und das bei einem bundesweiten Mangel an Pflegekräften.“
Folge wäre ein Zwang zur Reduzierung der stationären Versorgung, da eine Unterbesetzung vor allem hier ausgeglichen werden könne. Da birgt das Risiko, dass „am Ende die Patienten zuhause dem Schicksal überlassen werden. […] Der Wert und die Bedeutung des Gesundheitssystems werden in erster Linie nach dem eindimensionalen volkswirtschaftlichem Zahlenwerk und einem vereinfachten zentralistischem Blickwinkel beurteilt. […] Ohne funktionierende Kliniken im Zentrum der regionalen Gesundheitsversorgung werden die Menschen im Land verlieren und die Regionen ausbluten.“
Schlaudt schloss das Schreiben mit dem Angebot, zur Diskussion bereit zu stehen; auch zu Themen wie der „Umsetzung der generalistischen Ausbildung, Sicherstellung der ambulanten Versorgung und die ausufernde Bürokratie.“

### Gegenwartsentwicklung
Als neue Betriebsphase definiert ist die Geschichte des Waldshuter Krankenhauses nach der Auflösung der Spitäler Hochrhein GmbH Mitte 2018 und der damit verbundene Übergang in die Eigenverantwortung der Klinikum Hochrhein GmbH mit Alleingesellschafter Landkreis Waldshut.
Der Aufsichtsrat besteht aus Landrat Martin Kistler als Vorsitzenden, den Kreisräten Manfred Weber, Harald Würtenberger und Antonia Kiefer sowie Heinz Rombach (Vorstandsvorsitzender der Sparkasse Hochrhein), Professor Manfred Zehender, dem Internisten Stefan Weyhenmeyer (Lauchringen) und Martin Gruner (Kreisvorsitzender Architektenkammer).
Der Aufsichtsrat bestellte im Juli 2020 Hans-Peter Schlaudt für weitere drei Jahre zum Geschäftsführer. Er habe das defizitäre Klinikum „auf Spur“ gebracht und „als weitere Verdienste werden die Gewinnung neuer Chefärzte, die Etablierung neuer Fachbereiche und die Einführung neuer Prozesse aufgeführt“, teilte der Vorsitzende, Landrat Martin Kistler mit.

#### Erweiterung der Fachbereiche
Ein neuer Chefarzt wurde für die Intensivmedizin verpflichtet, der Chefarzt der Zentralen Notaufnahme und zuletzt (ab September 2020) ein Chefarzt für die Unfallchirurgie im Zentrum Orthopädie, Wirbelsäulen- und Unfallchirurgie. Im Corona-Infektionsgeschehen „verlief der Juni sehr ruhig, im Juli zogen die Zahlen der Neuinfektionen an und im laufenden Monat [August] setzte sich der Trend […] mit steigender Tendenz (fort)“. Die 7-Tages-Quote im Landkreis Waldshut zählt zu den geringsten in der Region Südschwarzwald-Baar-Bodensee (Stand 18. August 2020).
Seit März in Funktion, doch wegen der Corona-Pandemie erst im August 2020 vorgestellt wurde das neue Herzkatheterlabor im Zentrum für Innere Medizin und Kardiologie. Ziel sei „eine 24-Stunden-Präsenz […] Derzeit gebe es zwei Ärzte mit der Spezialisierung auf Herzkatheter, zwei Mitarbeiterinnen für die pflegerischen Tätigkeiten und vier weitere Mitarbeiter. […] Unkomplizierte Fälle könnten am gleichen Tag nach Hause gehen.“

#### Status in der Coronakrise
Bilanz der Phase März bis Mai 2020
Während der Sitzung des Kreistages am 13. Mai 2020 in Unterlauchringen hatte „Spital-Geschäftsführer Hans-Peter Schlaudt nach einer langen Zeit ohne Todesfall auch die Verlegung des letzten Covid-19-Patienten von der Intensiv- auf die Normalstation“ gemeldet. Das Klinikum Hochrhein „richtete Anfang März die Isolationsbereiche ein und sagte ab 18. März alle planbaren Operationen ab. Für Covid-19-Patienten stand 70 isolierte Betten und 30 Beatmungsplätze bereit. Tatsächlich gab es nur kurze Zeit um Ostern herum maximal 20 stationäre Fälle. […] Seit 4. Mai wird im OP-Bereich wieder der normale Betrieb in vier Sälen gefahren.“
„55 Covid-19-infizierte Patienten (wurden) behandelt. […] ‚Leider konnten trotz Beatmung 16 Patienten mit einem Durchschnittsalter von 84 Jahren nicht gerettet werden, wobei die Covid-19-Infektion nicht in jedem Fall die eigentliche Todesursache darstellte.‘“ Schlaudt ermahnte, „‚dass Patienten, die an Symptomen welcher Natur auch immer leiden, wieder Vertrauen in die Krankenhäuser bekommen und diese auch aufsuchen.‘“

## Lage und Bedeutung
Das Klinikum Hochrhein ist ein Krankenhaus der Grund- und Regelversorgung und liegt an der westlichen Peripherie der Stadt Waldshut. Im Umkreis von über 50 km ist das Klinikum Hochrhein das größte Krankenhaus der Region. Die Struktur von dreizehn Fachdisziplinen ermöglicht die Behandlung von Patienten, die aus dem Landkreis Waldshut, aus den umliegenden Landkreisen sowie aus der Schweiz eingewiesen werden.
Das Klinikum betreibt derzeit 303 Planbetten und behandelt 12.500 stationäre Patienten im Jahr. Seit 2014 ist das Spital Waldshut Akademisches Lehrkrankenhaus der Albert-Ludwigs-Universität in Freiburg. Nach der Eröffnung der Zentralklinik des Landkreises in Albbruck soll nach der Schließung des Krankenhauses in Bad Säckingen Ende 2017 auch das Klinikum Hochrhein in Waldshut aufgelöst werden.

## Klinische Fachbereiche
- Zentrale Notaufnahme
- Zentrum Innere Medizin · Klinik für Kardiologie
- Zentrum Innere Medizin · Klinik für Pneumologie und Schlafmedizin
- Zentrum Innre Medizin · Klinik für Gastroenterologie
- Anästhesiologie, Intensivmedizin und Notfallmedizin
- Klinik für Chirurgie
- Zentrum für Orthopädie, Wirbelsäulen- und Unfallchirurgie
- Frauenheilkunde
- Geburtshilfe
- Geriatrie/Altersmedizin
- Radiologie
- Urologie (Belegabteilung)
- Hals-, Nasen- und Ohrenheilkunde (Belegabteilung)

Die Chefärztin der Lungenfachklinik in St. Blasien, deren Standort nach Waldkirch verlegt wird, wechselt Anfang 2021 ins Klinikum Hochrhein. Durch den Wechsel und den Ausbau ihres Bereiches im Klinikum in Waldshut „bleibt das bisherige Behandlungsspektrum der Lungenfachklinik im Landkreis Waldshut erhalten.“